# Дубники (Звягельський район)
Дубни́ки — село в Україні, у Городницькій селищній територіальній громаді Звягельського району Житомирської області. Населення становить 347 осіб (2001).

## Географія
Через село тече річка Дубничка, ліва притока Перевезні.

## Історія
В 1906 році — село Городницької волості Новоград-Волинського повіту Волинської губернії. Відстань від повітового міста 22 версти, від волості 7. Дворів 83, мешканців 514.
У 1923—60 роках — адміністративний центр Дубницької сільської ради Городницького та Ємільчинського районів.
До 5 серпня 2016 року село входило до складу Кленівської сільської ради Новоград-Волинського району Житомирської області.